# Willem Wissing
Willem Wissing, connu en Angleterre sous le nom de William Wissing (né en 1656 et mort le 10 septembre 1687), est un portraitiste hollandais qui travaille essentiellement en Angleterre. 

## Biographie
Né à Amsterdam ou à La Haye, il étudie à La Haye auprès de Willem Doudijns (1630-1697) et d' Arnoldus van Ravestyn (1615-1690). En 1676, il s'installe en Angleterre, où il étudie et assiste le peintre Peter Lely. Après la mort de Lely en 1680, Wissing devint son élève le plus important. Le peintre allemand Godfrey Kneller était le seul portraitiste contemporain en Angleterre à rivaliser avec Wissing. Les sièges royaux de Wissing incluent Charles II d’Angleterre, Catherine de Bragance, George du Danemark et James Scott, 1er duc de Monmouth . 
En 1685, Jacques II d'Angleterre envoie Wissing aux Pays-Bas afin de peindre les portraits de son gendre et de sa belle-fille néerlandais, le futur Guillaume III d'Angleterre et la future Marie II d'Angleterre. Les portraits sont souvent répétés; des versions sont exposées dans le Grand Hall du Wren du Collège de William and Mary à Williamsburg, en Virginie. Wissing meurt en 1687, au plus fort de sa renommée de portraitiste, à Burghley House, demeure de John Cecil, 5ème comte d’Exeter près de Stamford, dans le Lincolnshire. Certains émettent l'hypothèse qu'il ait été empoisonné par jalousie de son succès. Selon Arnold Houbraken, son épitaphe était Immodicis brevis est aetas, ce qui signifie que Bref est la vie du remarquable. Il est enterré à l' église St Martin, à Stamford, dans le Lincolnshire. 
Un autre immigrant néerlandais, Jan van der Vaart, travaille dans son atelier et ajoute les draperies et les paysages dans les portraits peints par Wissing. Après la mort de Wissing en 1687, van der Vaart poursuit l'atelier de Wissing. 
De nombreux portraits de personnalités de Wissing et son autoportrait sont diffusés en manière noire. 

## Galerie

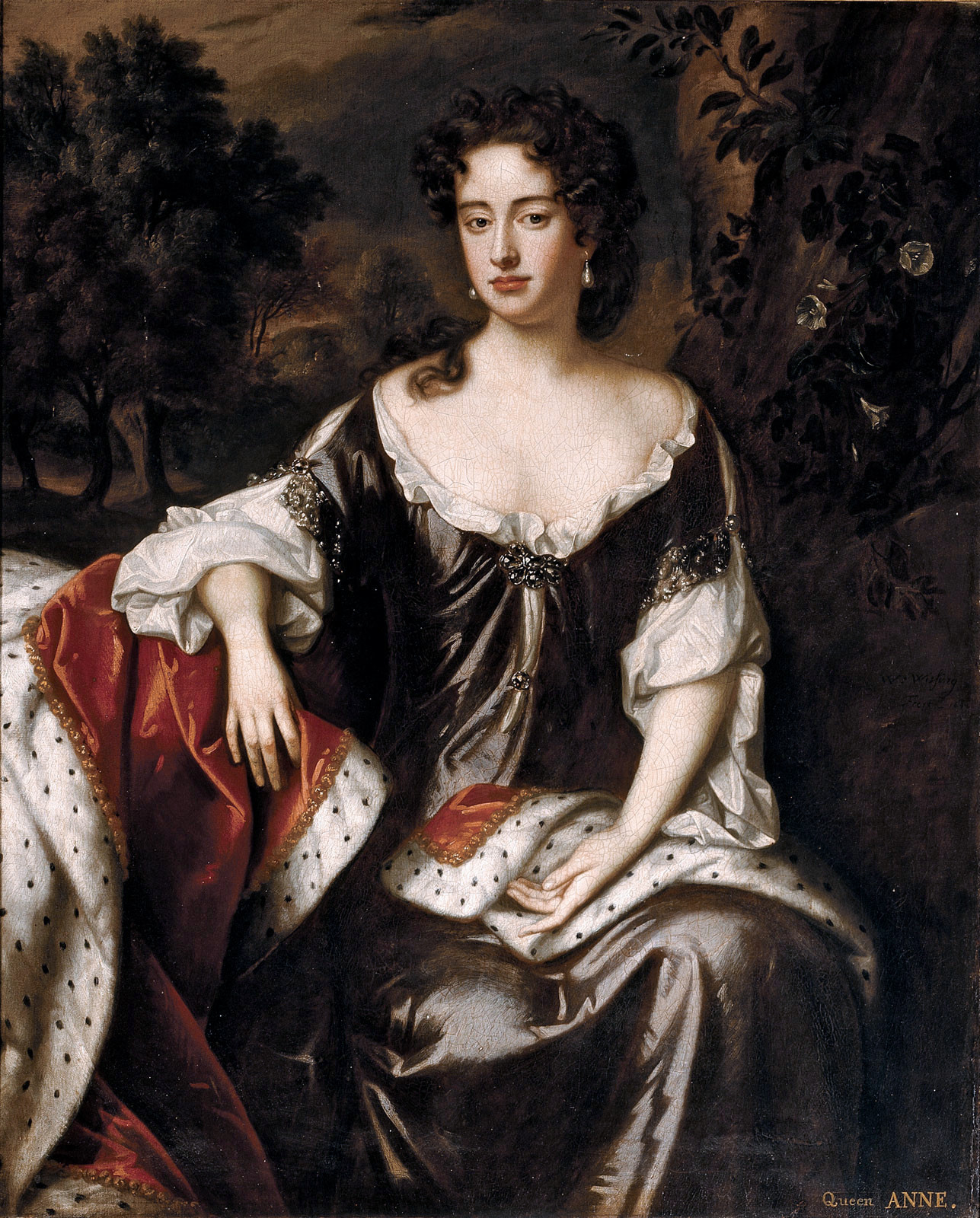
Portrait de la reine Anne (collection privée)
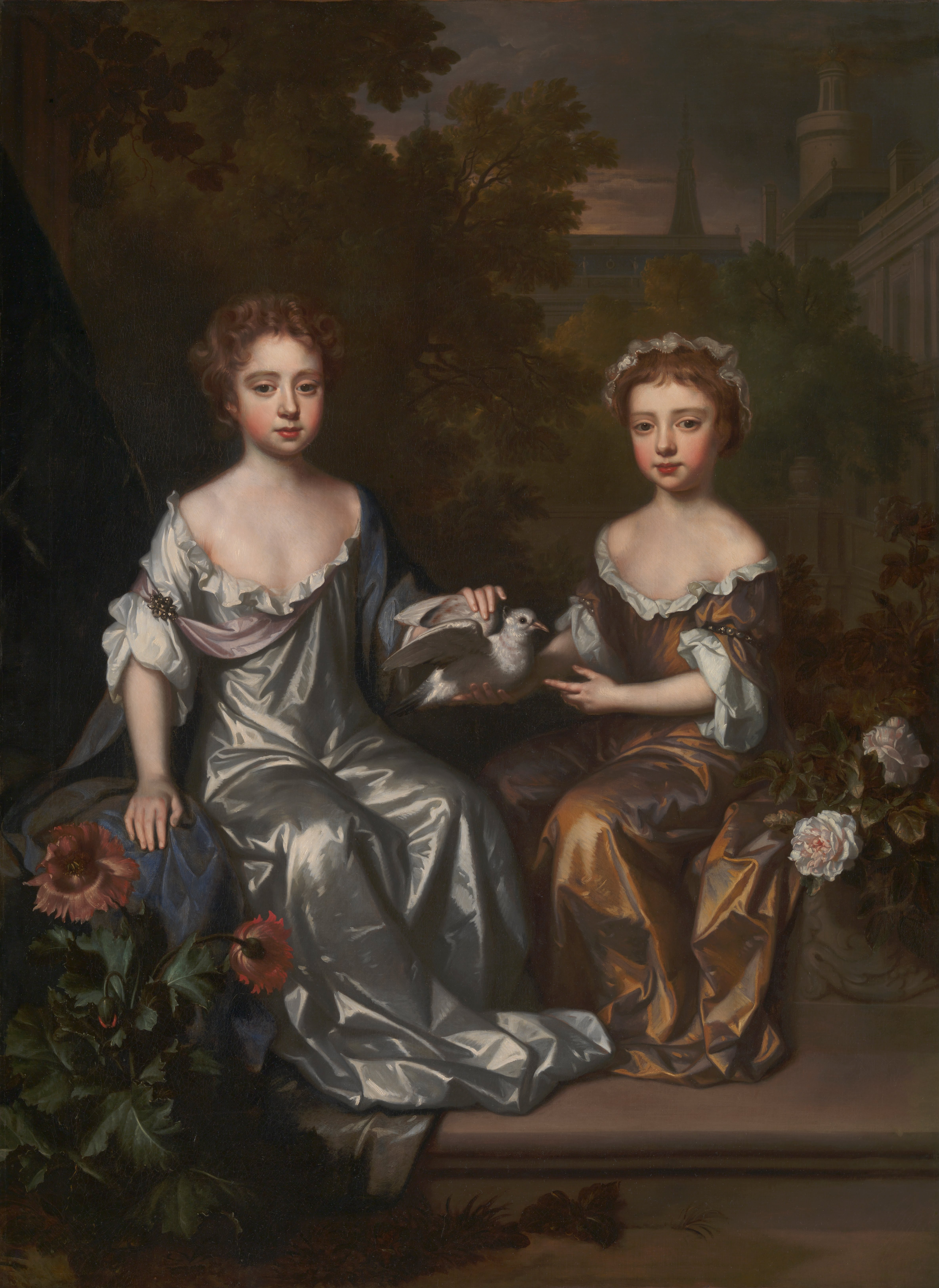
Portrait d'Henrietta et Mary Hyde . c. 1683
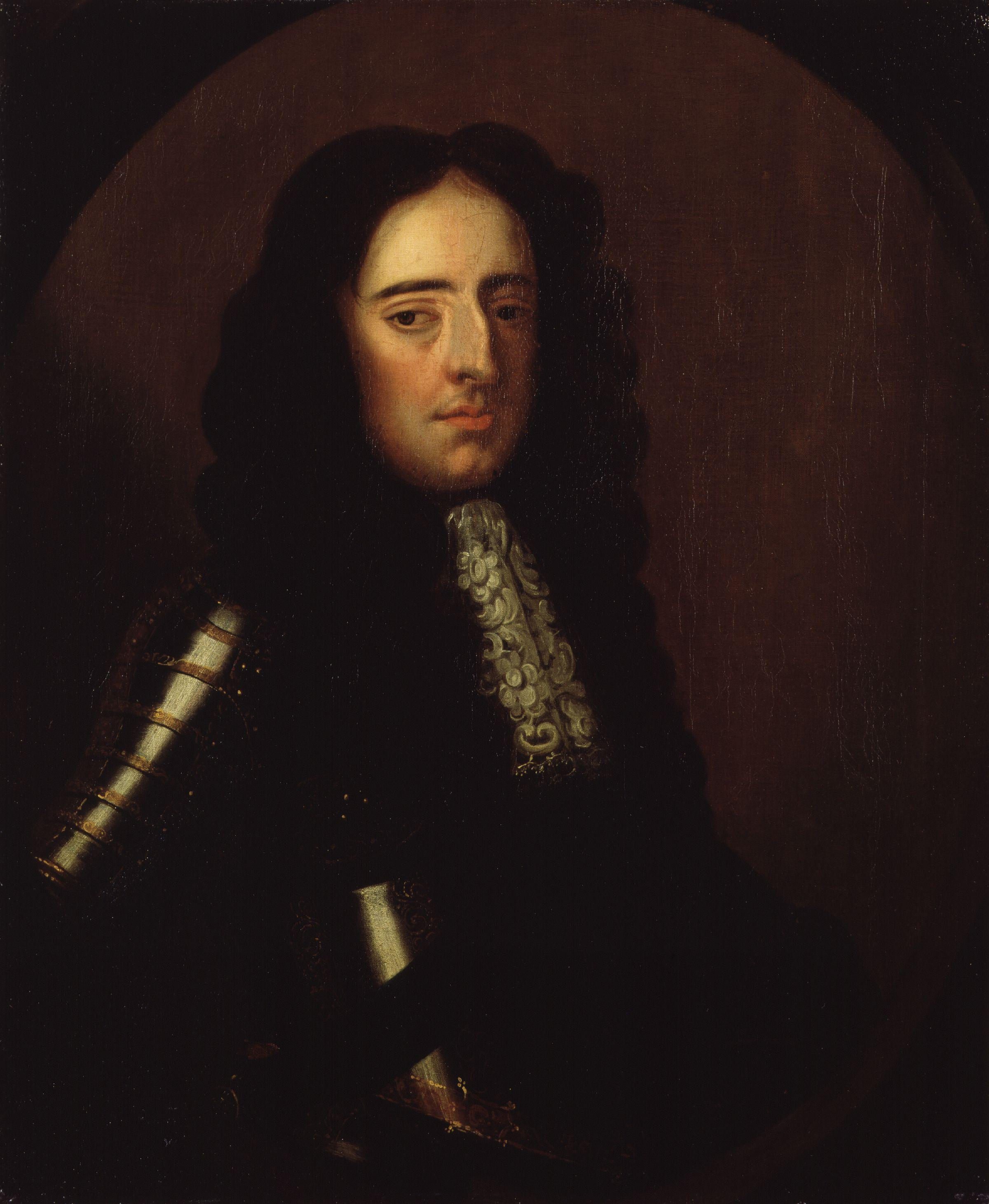
Portrait de Guillaume III quand Prince d'Orange (National Portrait Gallery)
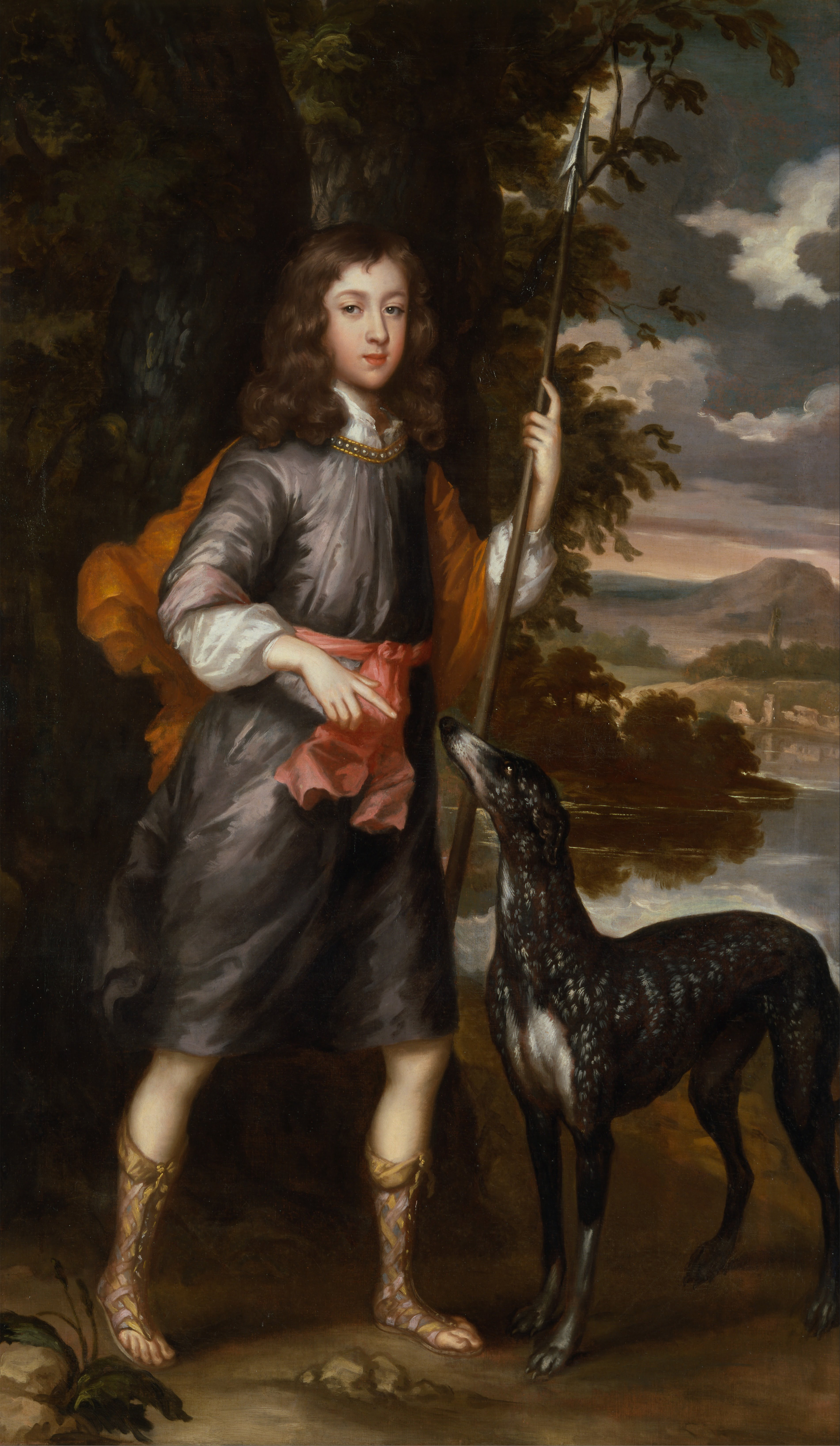
Portrait d'un garçon avec attrib. Chien . à Wissing (Centre d'art britannique de Yale)
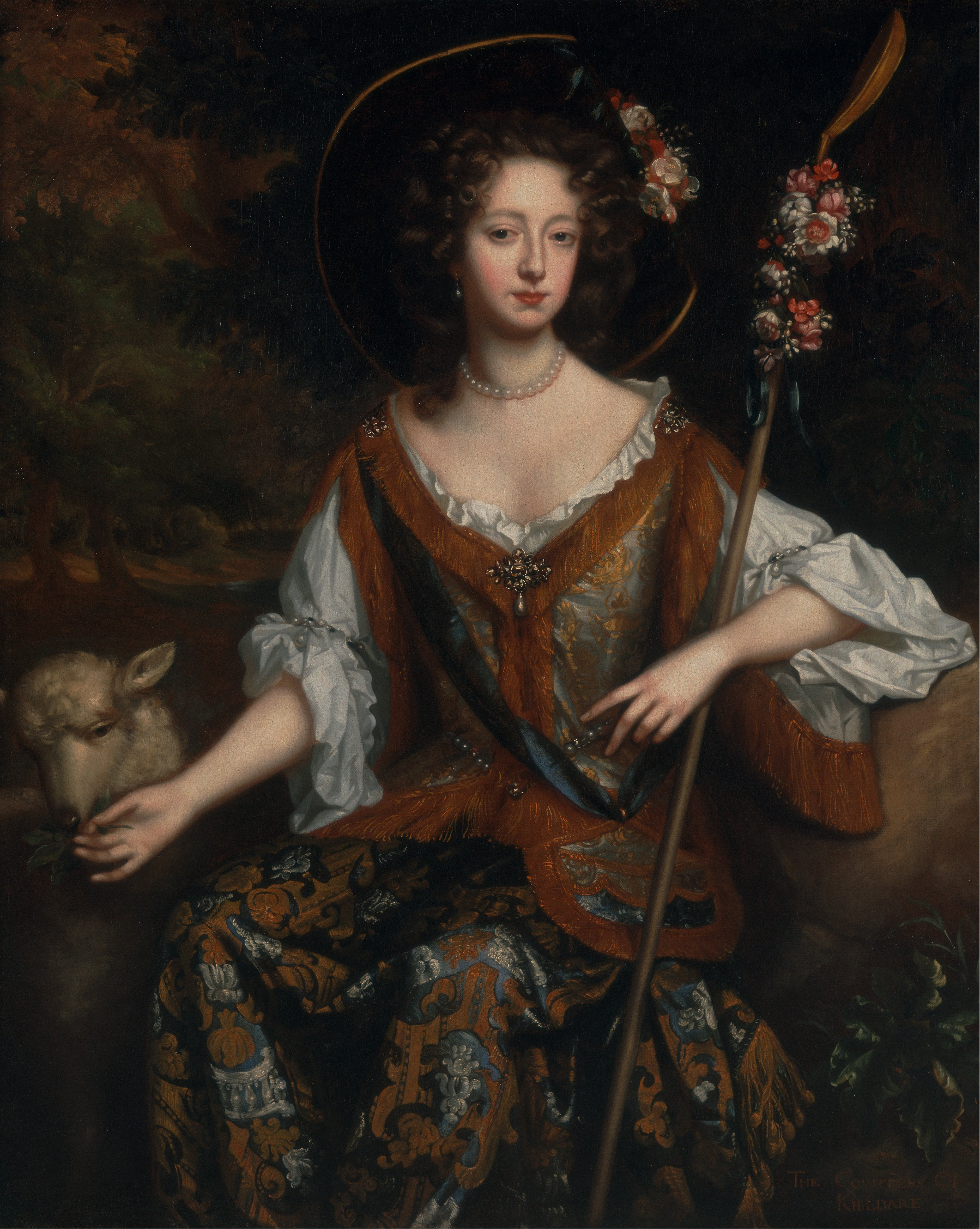
Portrait d'Elizabeth Jones, comtesse de Kildare, attrib. à Wissing c. 1684 (Centre d'art britannique de Yale)
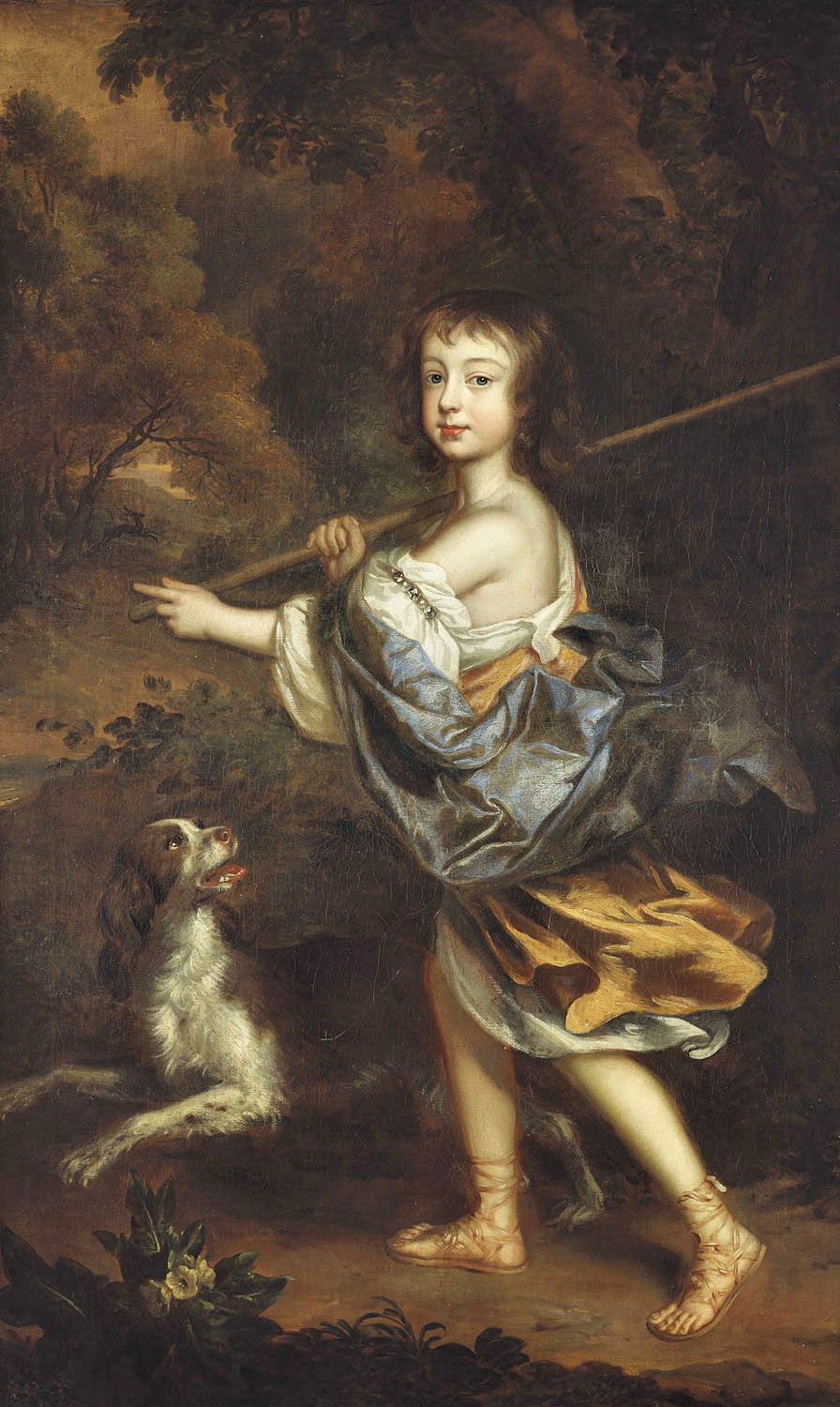
Portrait posthume de James Stuart, duc de Cambridge, 1676-87 (Collection royale)
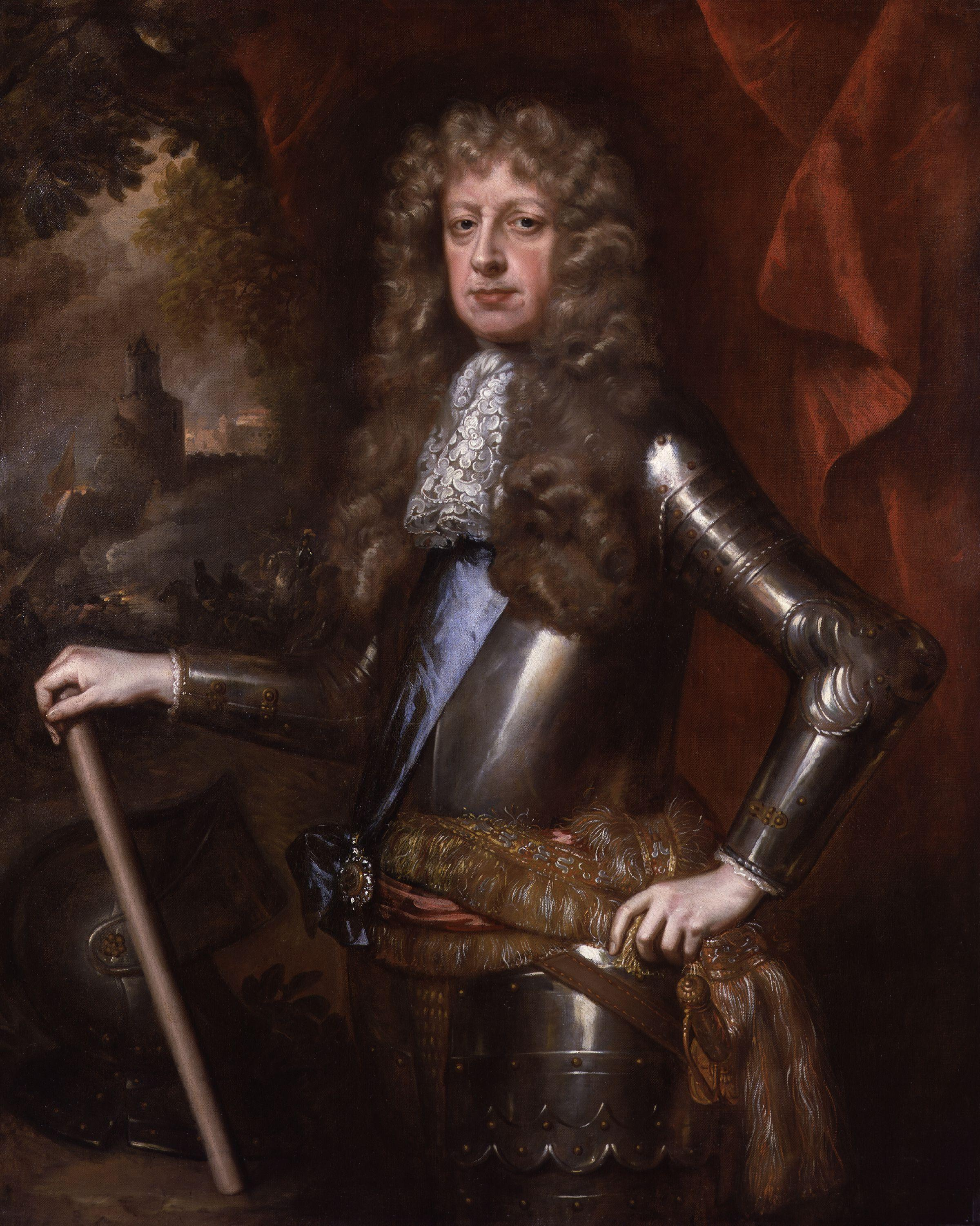
Portrait de James Butler, 1er duc d'Ormonde
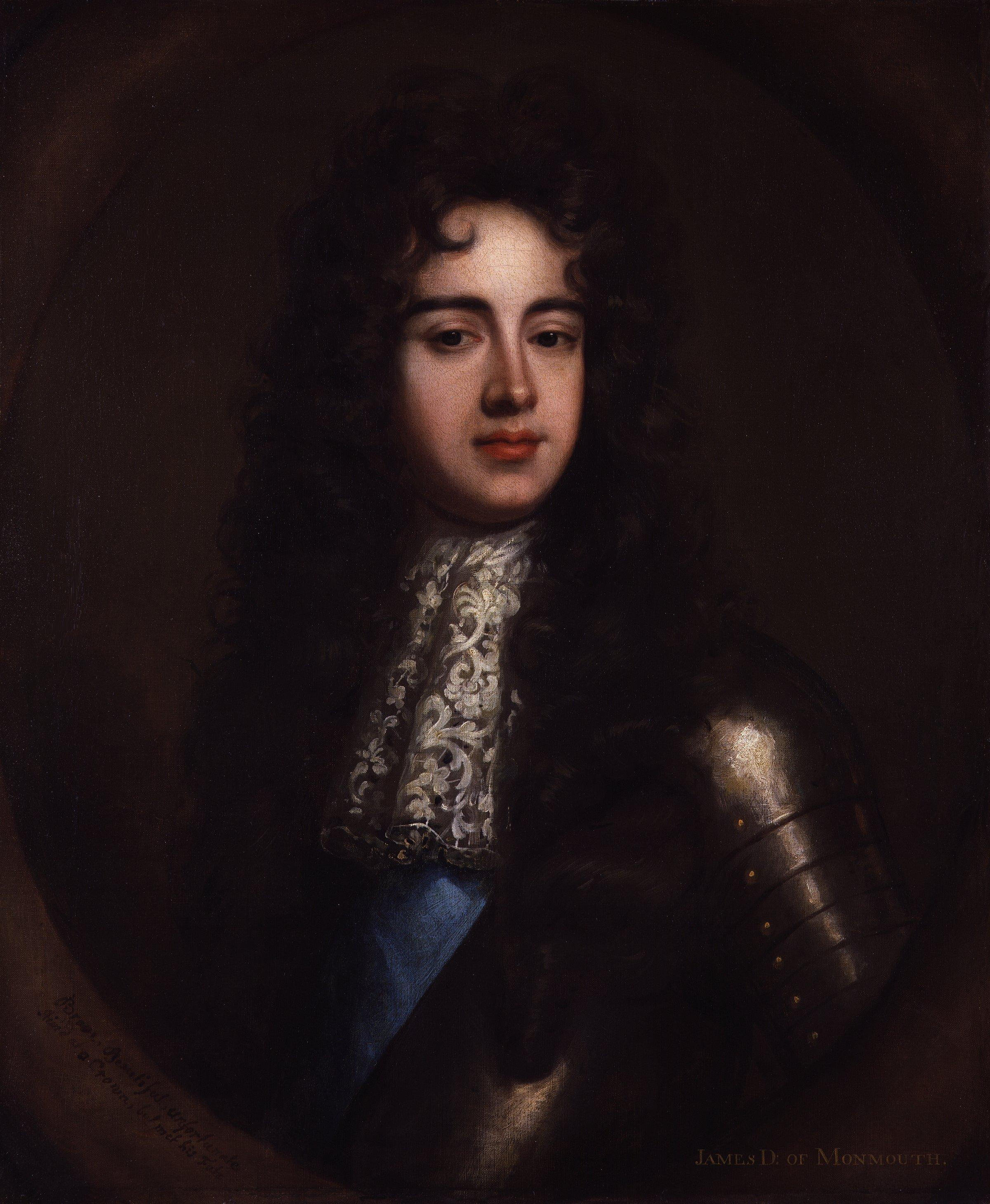
Portrait de James Scott, duc de Monmouth et de Buccleuch (National Portrait Gallery)
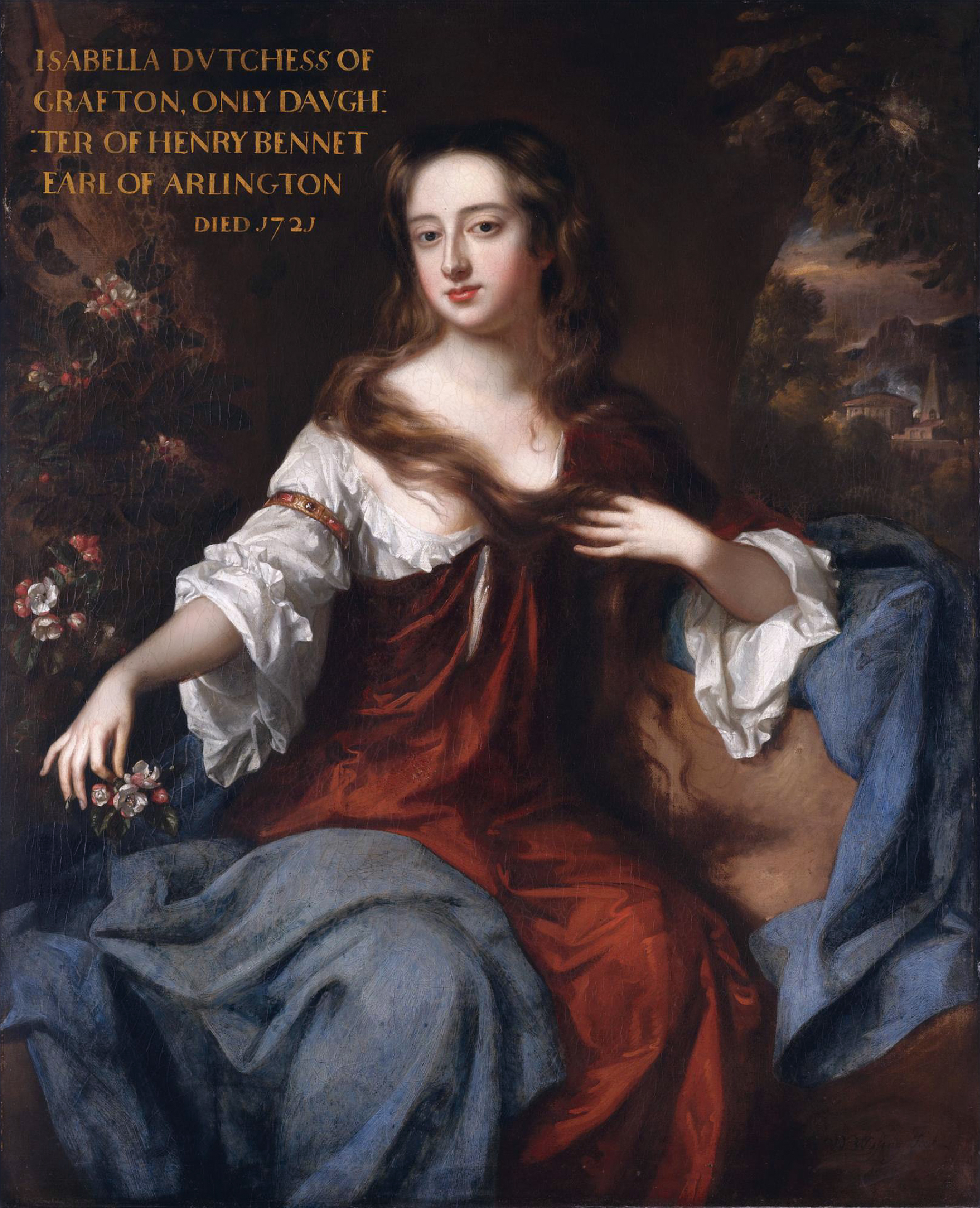
Portrait d'Isabelle, Duchesse de Grafton (Sotheby's)
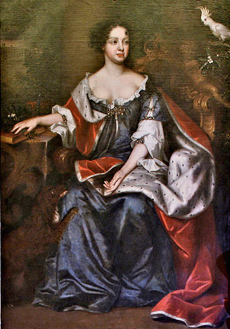
Portrait de Catherine de Bragance, reine d'Angleterre ( Palais Necessidades, Lisbonne )